# Пуэрто-Рико на зимних Олимпийских играх 1988
Пуэрто-Рико принимало участие в Зимних Олимпийских играх 1988 года в Калгари (Канада) во второй раз за свою историю, но не завоевало ни одной медали. Сборную страны представляла 1 женщина.